# Iglesia del Carmen (Alguer)
La Iglesia del Carmen (en alguerés:Iglésia del Carmen; en italiano: Chiesa di Nostra Signora del Carmelo) es un edificio religioso situado en el centro histórico de Alguer, cerca de las fortificaciones catalanas. Consagrada al culto católico, forma parte de la parroquia de la Inmaculada Concepción de la Diócesis de Alguer-Bosa. 
La fundación de la iglesia, consagrada el 12 de diciembre de 1644, coincide con la del antiguo convento y fue obra de los carmelitas catalanes, Brios y Brunacho que, gracias a los legados y las donaciones de los vecinos, pudieron comprar tres edificios contiguos, para transformarlos en un gran espacio religioso que incluye la iglesia y convento, aunque este último ya no existe debido a un incendio que lo destruyó en 1889.

## Descripción
El edificio está construido en piedra arenisca y su tejado está dispuesto en vertientes a dos aguas. 

### Exterior

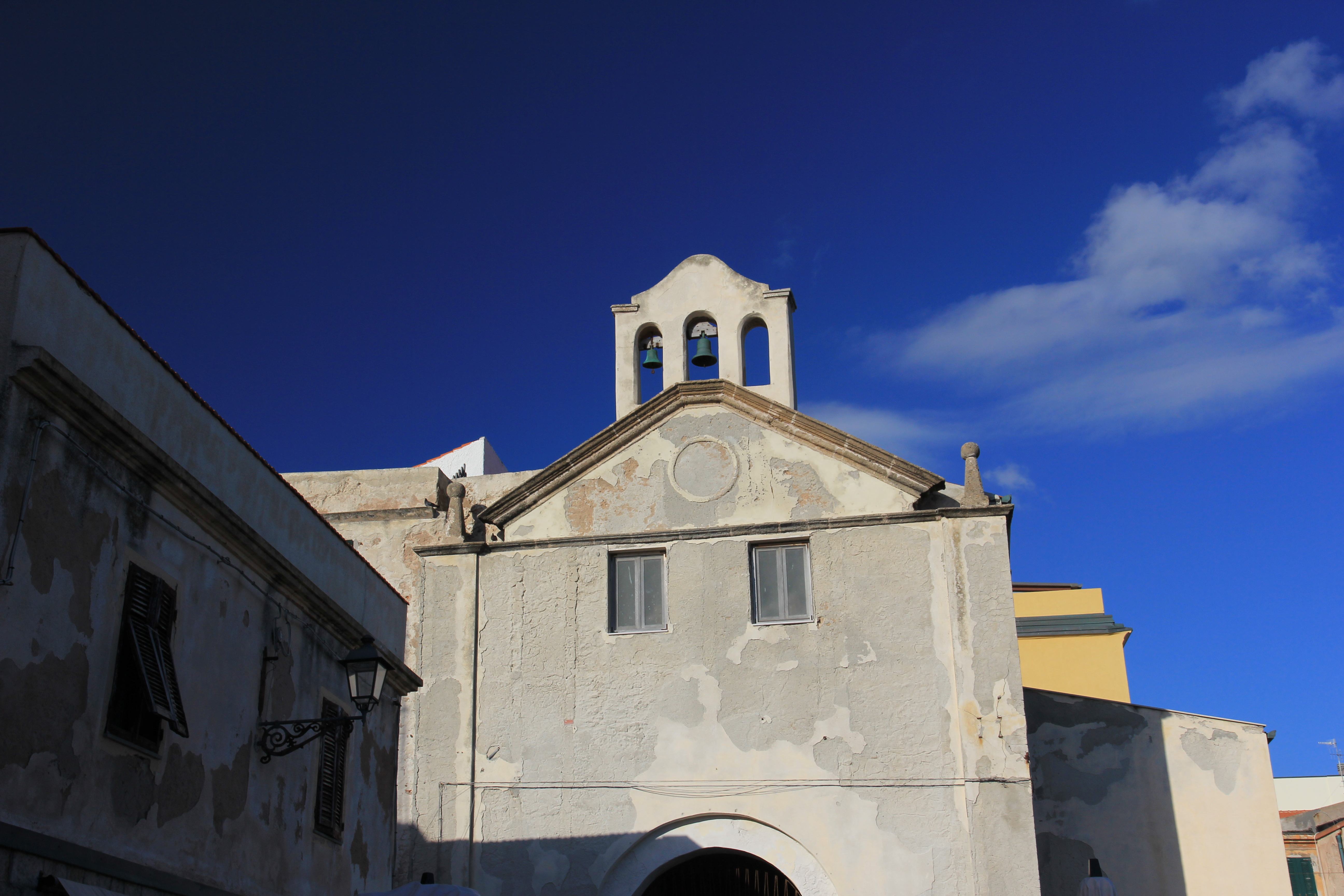
Fachada exterior de la iglesia.

La fachada exterior se realizó en 1749. Un pequeño atrio conduce a la entrada de la iglesia; presenta en las esquinas dos pilastras en ángulo; en la parte superior frontal se abren dos ventanas que dan a la galería de las mujeres, permitiendo la luz natural en su interior; en el tímpano hay un rosetón muy pequeño. La fachada se remata con una espadaña de tres arcos y dos campanas. 
La entrada de la iglesia está sobre elevada respecto a la calle dos tramos de escalones situados, el primero, antes del atrio y el segundo, ya en la entrada interior de la iglesia cruzando el espacio del atrio. 

### Interior

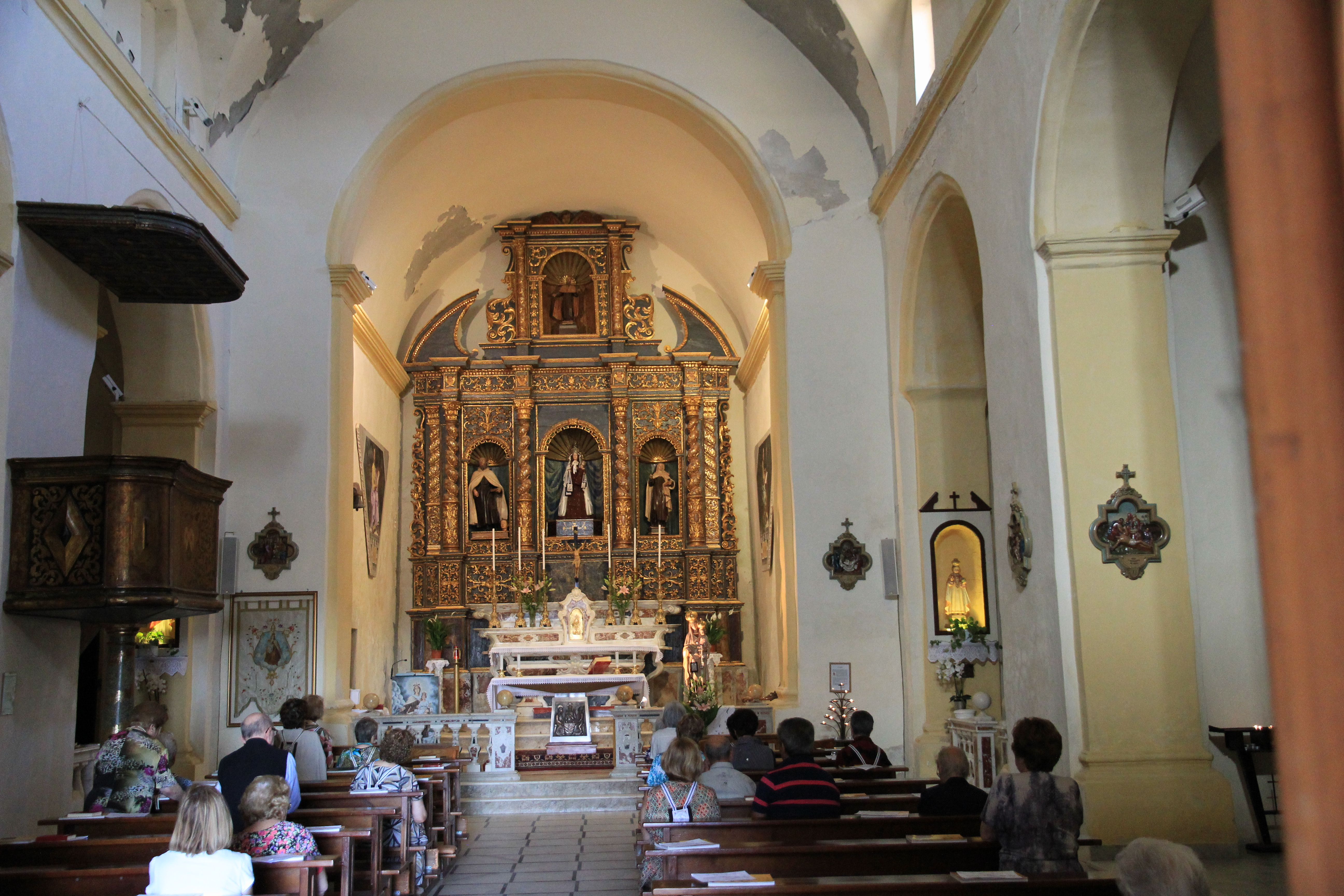
Retablo mayor del templo.

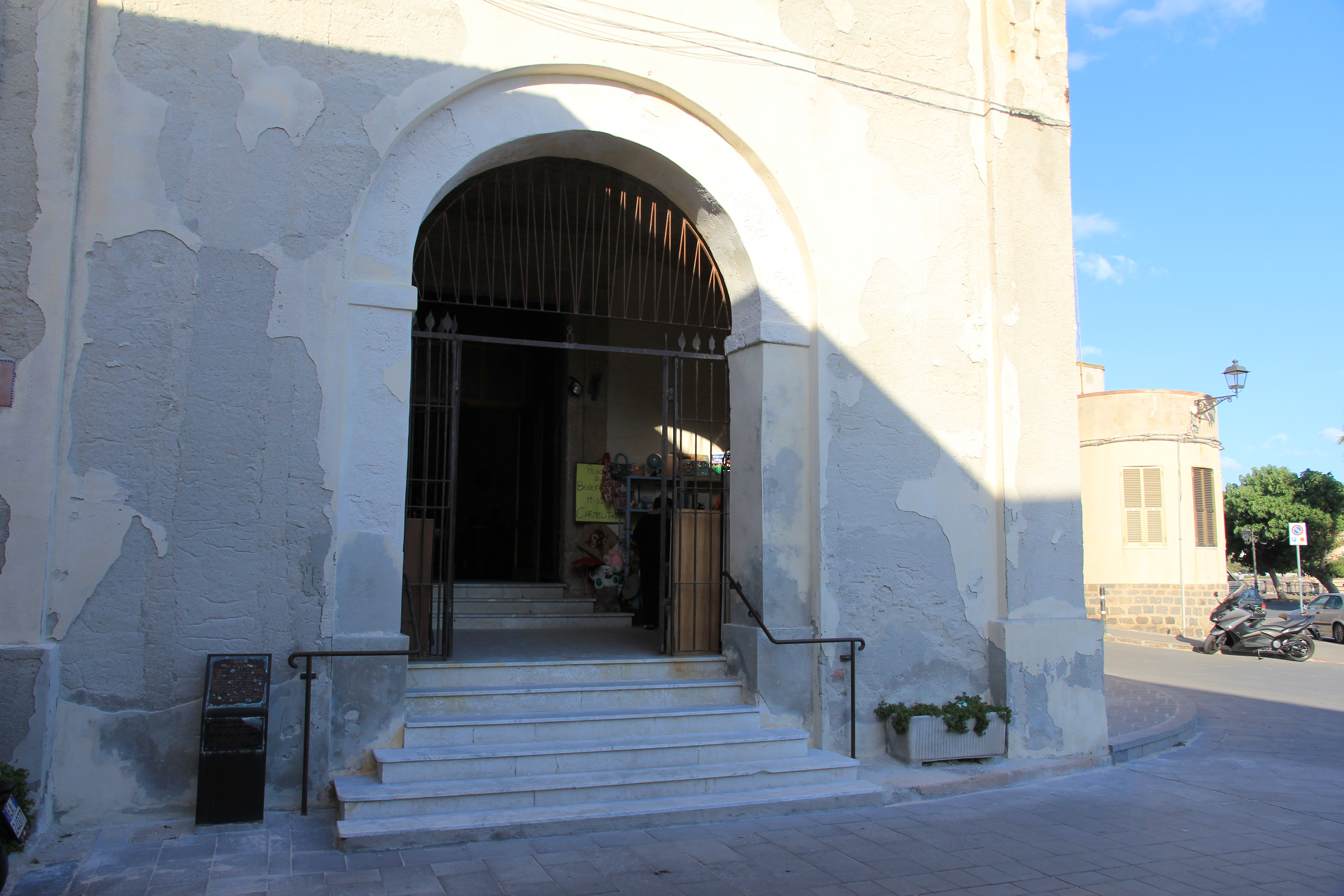
Puerta de la fachada principal.

El interior consta de una planta rectangular con una nave central cubierta con bóveda de cañón, donde hay tres capillas a cada lado. En la del ábside, se encuentra el retablo mayor de madera tallada, dorada y policromada probablemente realizada por un maestro de Sácer, entre finales del siglo XVII y principios del siglo XVIII. El presbiterio se eleva dos escalones más altos que el suelo de la nave y está bordeado por una balaustrada de mármol veteado; también acoge el altar construido con el mismo mármol y estilo, seguramente por el mismo autor de la balaustrada donde se puede apreciar un bajo relieve de la Virgen con el Niño. 
Las capillas laterales tienen bóveda de crucería, están dedicadas a san Alberto, María Magdalena de Pazzi, san Franco Lippi, las Almas Benditas, Nuestra Señora de los Desamparados y un Crucifijo; las dos últimas están limitadas por una balaustrada de mármol. En la izquierda, entre la primera y la segunda capilla, se encuentra el púlpito, tallado en madera, que muestra la escudo de armas de la Orden de Nuestra Señora del Monte Carmelo.